# Parade Parade
Parade Parade (パレードパレード?) è un manga scritto da Satoshi Akifuji e pubblicato nel 1996 da Akane Shinsha.
Il manga è stato adattato in due episodi OAV di genere hentai con temi futanari e yuri che narra le peripezie di una giovane cantante e della sua manager, nonché amante.

## Trama
Kaori è una cantante pop la quale però si trova a dover affrontare un piccolissimo problema che rischia di minare la sua carriera: è difatti un ermafrodito. Mentre cela rigorosamente questo suo segreto ali occhi del pubblico, ha un'appassionata relazione con la sua manager, Yuko.
Fin dal primo momento in cui la sua rivale Saki posa gli occhi sull'affascinante Kaori, decide bramosamente d'includerla nel suo stabile harem di amanti femminili (Saki è difatti una lesbica incallita).
Il segreto di Kaori viene scoperto casualmente da Saki una volta che si trovano insieme in bagno: inizia così a prenderla in giro minacciando di rivelare il fatto al pubblico e crear così uno scandalo di proporzioni colossali: questo se Kaoru continuasse a rifiutare le sue avances. 
A questo punto interviene Yuko nel tentativo di salvare, per quanto possibile, la situazione; Saki la riconosce subito come la sua ex collaboratrice Kaoru e divertita propone alle due una sfida: chi vince potrà tenere Kaori nel proprio harem personale. 
La prova consiste molto semplicemente nello scambiarsi i partner, Kaori con Saki e Yuko con Sayaka (una delle ragazze preferite di Saki): la prima che riuscirà a far raggiunger l'orgasmo alla partner avrà partita vinta. 
Yuko riesce a vincere grazie alla scoperta del punto più sessualmente sensibile di Sayaka, con Kaori nel frattempo che fa di tutto per trattenersi.
Yuko si troverà infine costretta a dover raccontare a Kaori tutta la storia del suo passato, di come cioè lei e Saki siano state entrambe violentate quand'erano ancora molto giovani dal proprio manager, e che a seguito di un'improvvisa infezione avuta alle corde vocali venne costretta ad abbandonar la carriera discografica senza dir nulla a Saki.
Il giorno dopo, Saki piomba nell'ufficio di Yuko, dove si trova anche Kaori, e con molta sfacciataggine afferma che anche se ha perso la sfida non ha rinunciato a conquistare e far sua Kaori.    

## Personaggi
Kaori Shiina
Protagonista. Scoperta per strada da Yuko due anni prima, da allora viene addestrata ed "allevata" per diventare un giorno una cantante affermata. Però Kaori è anche un ermafrodito, ovvero possiede in sé sia gli organi sessuali maschili sia quelli femminili; lei è molto timorosa che la scoperta di questo fatto da parte del grande pubblico possa compromettere in maniera davvero irreversibile la sua già molto promettente carriera. 
Saki Midorikawa
Una cantante pop già molto famosa profondamente innamorata di Kaori. Molto nota per essere una lesbica sempre a caccia di belle ragazze. Prova ancora rancore nei confronti di Yuko per averla abbandonata tre anni prima senza darle una parola di spiegazione.
Yuko Kaoru Imai
Agente e amante di Kaori. Quand'era più giovane aveva lavorato assieme a Saki, subendo molti abusi sessuali da parte dei produttori e funzionari della società sotto cui lavorava. La sua carriera è stata bruscamente interrotta a causa d'un'infezione alle corde vocali, distruggendo definitivamente la sua bellissima voce.
Si trasferì a causa di ciò nel reparto business dell'agenzia, e l'aver scoperto Kaori ne decretò il successo professionale: intuendo che la ragazza aveva un notevole potenziale ne guidò da allora la carriera con mano ferma e decisa. 
Sayaka Tamura
Una delle ragazze amanti stabili di Saki, addestrata ed ipersensibile al sesso anale. Finisce per rimanere in gran parte ignorata dal momento in cui Saki si avvicina a Kaori.